# H.H. Maria en Ursulakerk
De HH. Maria en Ursulakerk is een oudkatholieke parochiekerk aan het Bagijnhof in de stad Delft, in de Nederlandse provincie Zuid-Holland. 
In 1743 is ze als schuilkerk in gebruik genomen op een achterterrein van het Bagijnhof. De patronen Maria en Ursula waren de patronen van de Nieuwe Kerk voordat deze in 1572 protestants werd.
De toegang naar de kerk leidt door 17e-eeuwse woning aan het Bagijnhof die als kosterswoning ging dienen. De beelden in de nissen aan weerszijden van het altaar werden in 1744 door de Haagse beeldhouwer Franciscus Maes vervaardigd.